# خولیتا یانکوناس
خولیتا یانکوناس (اسپانیایی: Julieta Jankunas‎؛ زادهٔ ۲۰ ژانویهٔ ۱۹۹۹) بازیکن هاکی روی چمن اهل آرژانتین است. او با تیم ملی هاکی روی چمن آرژانتین بازی می‌کند و مدال نقره بازی‌های المپیک تابستانی ۲۰۲۰ را به دست آورد.

## حرفه
او در المپیک تابستانی جوانان ۲۰۱۴، و جام جهانی جوانان هاکی زنان ۲۰۱۶ شرکت کرد. او در بازی‌های پان آمریکایی ۲۰۱۹ مدال طلا کسب کرد.
در سطح باشگاه او برای دانشگاه قرطبه در آرژانتین بازی می‌کند. در دسامبر ۲۰۱۹، او برای جایزه ستاره در حال ظهور سال FIH نامزد شد.